# Lotte Kok
Lotte Kok (Harderwijk, 6 september 1996) is een Nederlands auteur van romans, verhalen en (muziek)theaterstukken.

## Leven en werk
Kok groeide op in Ermelo. In 2014 won ze de eerste prijs in de categorie Taal en de derde prijs in de categorie Theater op de landelijke finale van Kunstbende. In 2015 werd ze tweede bij de Kunstbende. Ze studeerde Humanistiek aan de Universiteit voor Humanistiek en Geestelijke Verzorging aan de Radboud Universiteit. Momenteel studeert ze Muziektheater aan het conservatorium in Arnhem.
In 2018 publiceerde ze Skydancer, die genomineerd werd voor de ANV Debutantenprijs. Als spoken-worddichter stond ze onder meer op de Uitmarkt, North Sea Poetry en het Waumans en Victoria Groot Literair Variété Spektakel. In 2018 verscheen er een videoclip van Kok met het gedicht 'Helper die niet weet hoe' in samenwerking met omroep HUMAN.
In 2022 verscheen haar tweede roman Hine, gebaseerd op het verhaal van Mariken van Nimweghen.
- Gemeinsame Normdatei: 1171004176
- International Standard Name Identifier: 0000 0004 6856 6940
- Nederlandse Thesaurus van Auteursnamen: 419564292
- Virtual International Authority File: 65153833172164330582
- WorldCat: E39PCjCDf6vM7GRCmtKCgX4FDq